# Derebucak
Derebucak es una ciudad y un distrito de la provincia de Konya en la Región de Anatolia Central de Turquía. De acuerdo al censo de 2000, la población del distrito es de 19,053 de los cuales 5,072 viven en la ciudad de Derebucak.